# College Road Trip
College Road Trip és una pel·lícula de comèdia infantil dels Estats Units del 2008 dirigida per Roger Kumble protagonitzada per Raven-Symoné i Martin Lawrence.

## Sinopsi
Escollir universitat pot ser un dels moments més emocionants de la vida d'una noia... si no és que un pare hiperprotector no hi estigui preparat. La Melanie (Raven-Symoné) està entusiasmada amb aquest primer pas per independitzar-se i organitza un pla de noies per recórrer en cotxe diverses universitats. Però quan el seu pare, cap de policia (Martin Lawrence), insisteix a escortar-les, la Melanie es troba que el viatge dels seus somnis s'ha convertit en un malson ple de moments còmics i molts enrenous.